# Stenothoe elachistoides
Stenothoe elachistoides är en kräftdjursart som beskrevs av Myers och Mcgarth 1980. Stenothoe elachistoides ingår i släktet Stenothoe och familjen Stenothoidae. Inga underarter finns listade i Catalogue of Life.